# Wassertor
La porte d'eau de Wismar sur la voie navigable au nord-ouest du centre-ville historique est une porte portuaire de la ville hanséatique de Wismar en Allemagne. De style gothique en brique, elle est la dernière des cinq portes de ville des fortifications de la ville de Wismar qui ont été conservées. C'était aussi la seule porte du port par laquelle on pénétrait directement du port dans la ville. Les autres, toutes des portes terrestres, étaient la Poeler Tor ou Haraldstor au nord (haute tour-porte avec noyau défensif, du nom de l'île de Poel), la porte de Mecklembourg (haute tour-porte avec noyau défensif) au sud, la Lübsche Tor (depuis 1699 similaire à la porte d'eau avec pignon triangulaire, tour de porte haute distinctive à l'origine) à l'ouest ainsi que l'Altwismartor ou Rostocker Tor (porte à pignon à gradins avec toit en oignon et lanterne).

## Description et histoire
La porte d'eau de Wismar a été construite en 1450 à la fin de la période gothique. Elle est couronnée de chaque côté d'un pignon : côté ville, il y a un pignon crénelé à gradins, qui comporte six arcs aveugles étroits. Des bandes verticales blanches animent les reliefs au-dessus de l'arche de chaque côté. Le pignon côté port a une forme triangulaire depuis une rénovation en 1600. Dans sa partie supérieure, il y a trois arcs aveugles assez larges et quatre fenêtres au-dessus du passage.
Les armoiries de la ville figurent de chaque côté de la porte.
Au cours du développement industriel de Wismar dans la seconde moitié du XIXe siècle, l'enceinte de la ville, les tours de murailles et les portes de la ville sont démolies à l'exception de quelques vestiges. Outre la porte d'eau, l'ancienne Tour d'eau est un autre vestige des fortifications de la ville de Wismar.
Aujourd'hui, la porte d'eau est le siège de l'Association Club maritim.

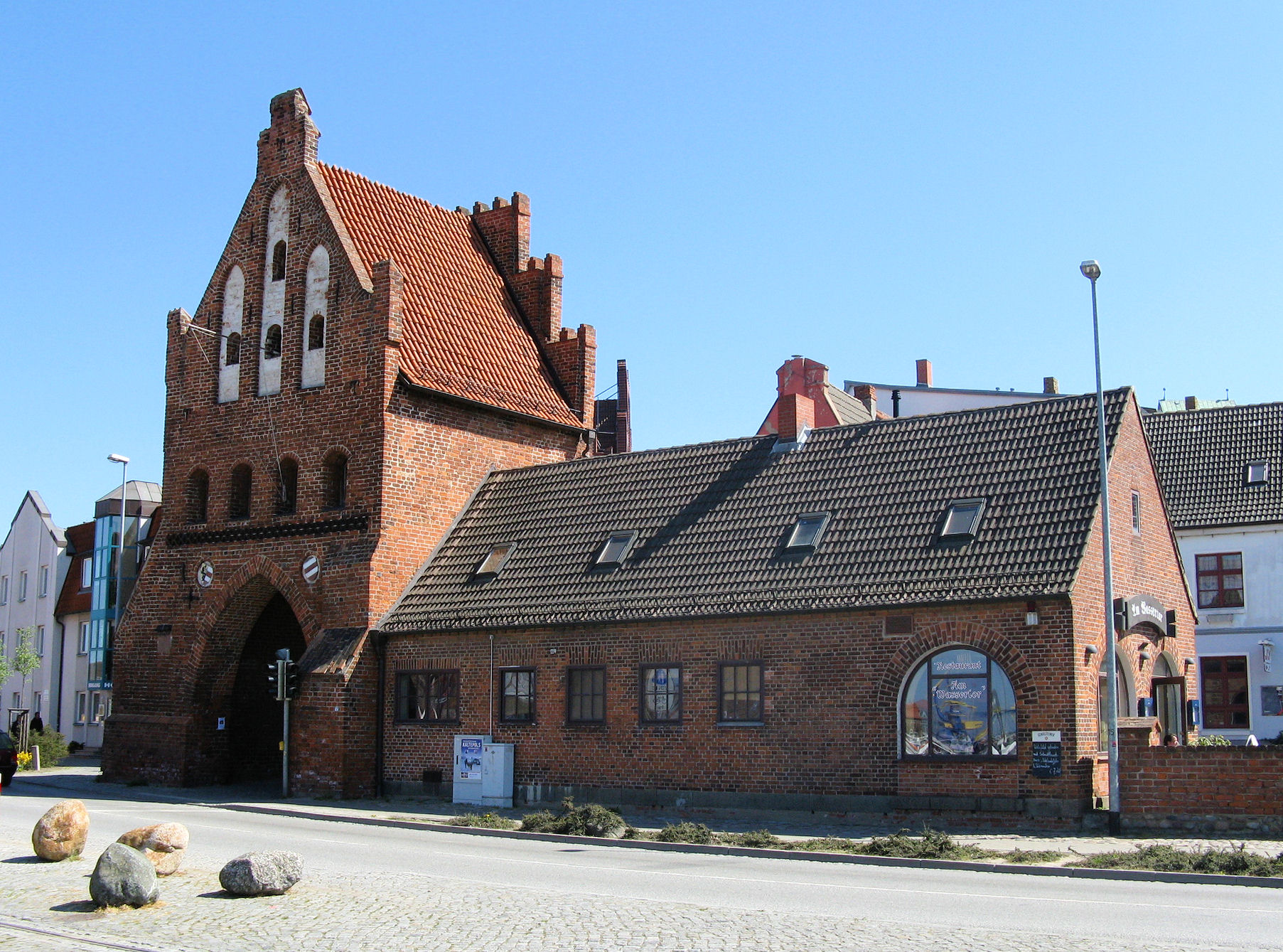
Porte d'eau à Wismar (côté port).
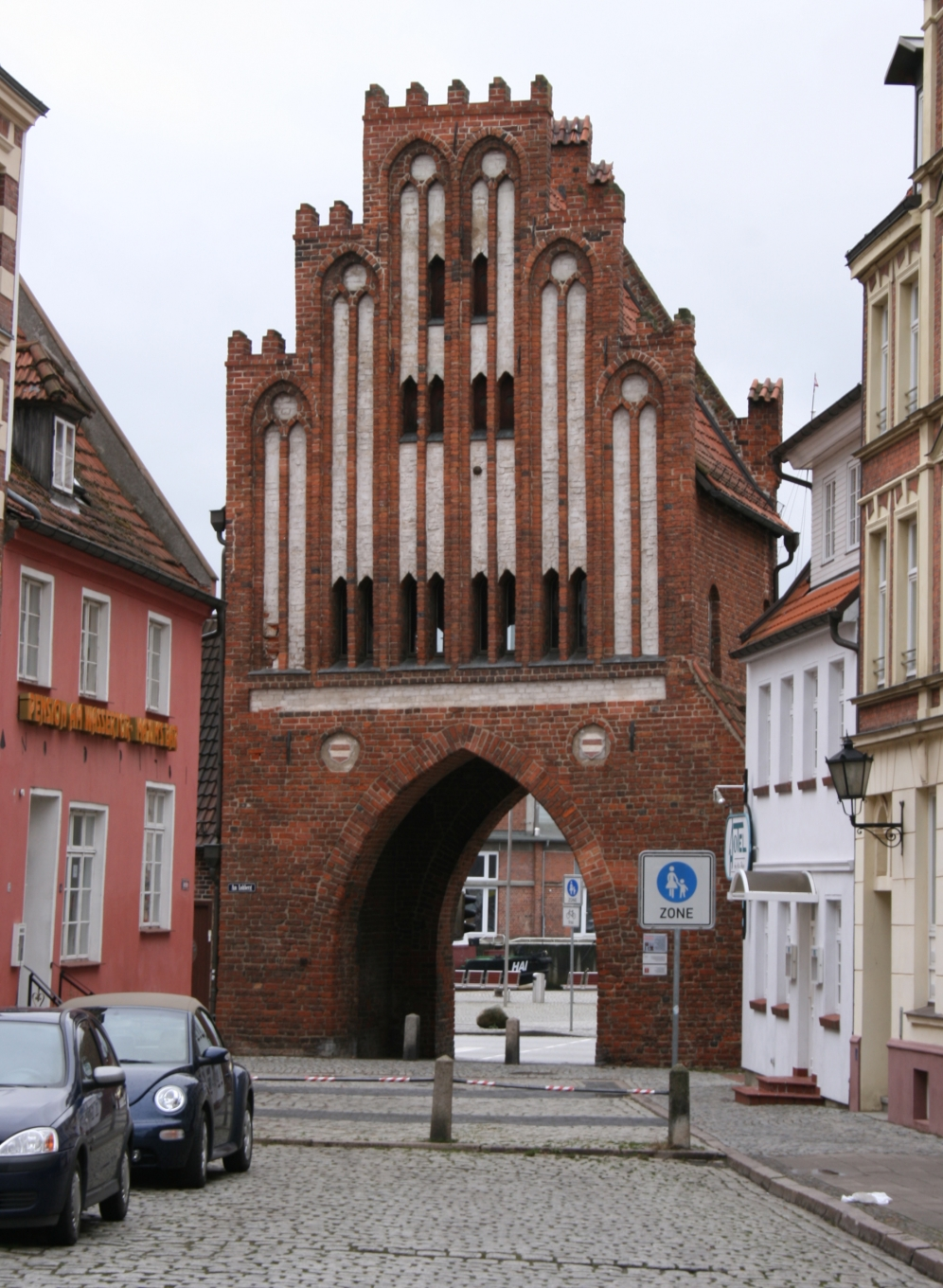
Vue côté ville.